# Qahtan Chathir
Qahtan Chathir (Irak; 20 de julio de 1973) es un exfutbolista y entrenador de fútbol de Irak que jugaba en la posición de delantero. Actualmente es el entrenador del Al-Quwa Al-Jawiya de la Liga Premier de Irak.

## Carrera

### Club
| Periodo   | Club                |
| --------- | ------------------- |
| 1993–1998 | Al-Talaba SC        |
| 1998–1999 | Al Khor SC          |
| 1999–2000 | Al-Karkh SC         |
| 2000–2002 | Al-Ittihad Kalba SC |
| 2002–2003 | Al-Dhaid SC         |
| 2003–2006 | Al-Sinaa SC         |

### Selección nacional
Jugó para Irak en 21 ocasiones de 1996 a 2001 y anotó siete goles, y participó en dos ediciones de la Copa Asiática.

### Entrenador
| Periodo   | Club              |
| --------- | ----------------- |
| 2007–2013 | Al-Sinaa SC       |
| 2013-2014 | Najaf FC          |
| 2014-2017 | Irak sub-17       |
| 2015-2016 | Al-Shorta SC      |
| 2017-2021 | Irak sub-20       |
| 2021-2022 | Al-Talaba SC      |
| 2022-     | Al-Quwa Al-Jawiya |

## Logros

### Jugador
- Copa Élite Iraquí: 2

1993, 1995

### Entrenador
- Campeonato Sub-16 de la AFC: 1

2016

## Estadísticas

### Goles con selección nacional
| #  | Fecha      | Sede                                 | Rival     | Gol | Resultado | Torneo                                               |
| -- | ---------- | ------------------------------------ | --------- | --- | --------- | ---------------------------------------------------- |
| 1. | 24-11-1996 | Stadio Luigi Ferraris, Génova        | Indonesia | 1–0 | 4–0       | Amistoso                                             |
| 2. | 24-11-1996 | Stadio Luigi Ferraris, Génova        | Indonesia | 2–0 | 4–0       | Amistoso                                             |
| 3. | 6-4-1997   | Kaloor International Stadium, Cochin | India     | 1–0 | 1–0       | Amistoso                                             |
| 4. | 23-5-1997  | Railway Stadium, Lahore              | Pakistán  | 2–1 | 6–2       | Clasificación para la Copa Mundial de Fútbol de 1998 |
| 5. | 23-5-1997  | Railway Stadium, Lahore              | Pakistán  | 4–2 | 6–2       | Clasificación para la Copa Mundial de Fútbol de 1998 |
| 6. | 12-10-2000 | Saida Municipal Stadium, Sidon       | Tailandia | 1–0 | 2–0       | Copa Asiática 2000                                   |
| 7. | 12-10-2001 | Azadi Stadium, Teherán               | Irán      | 1–1 | 1–2       | Clasificación para la Copa Mundial de Fútbol de 2002 |